# Una mujer invisible
Una mujer invisible es una película española dirigida por Gerardo Herrero

## Argumento
Luisa (María Bouzas) es una mujer de 44 años que le ha dejado su marido por otra más joven y su única hija está estudiando fuera. Se siente invisible respecto al resto de la gente y cree que su vida no vale nada...

## Comentarios
Rodada en La Coruña.
- Datos: Q6155830